# Рене Крабоз
Рене Крабоз (фр. René Crabos; 7 лютого 1899, Сен-Севе - 17 червня 1964, Сен-Севе) - французький регбіст, олімпієць, здобув срібну медаль в змаганнях з регбі на літніх Олімпійських іграх 1920 в Антверпен. Суддя, тренер та спортивний діяч.

## Спортивна кар'єра
Під час тривання своєї спортивної кар'єри грав за команди Спорт Атлетік Санкт-Северін, Дакс, Тарб, Рейсінг Клаб де Франс. Разом із Рейсінг Клаб де Франс виступив у фіналі Топ 14 в 1920 році. Під кінець своєї кар'єри повернувся до родинного міста.
Разом із збірною Франції взяв участь у змаганнях з регбі на літніх Олімпійських іграх 1920 року. 5 вересня 1920 року, в розіграному на Олімпійському стадіоні матчі команда Франції програла команді США з рахунком 0:8. Це був єдиний матч розіграний під час цього заходу, тому команда здобула срібну медаль .
В 1920-1924 роках розіграв 17 матчів, здобувши при цьому 19 пунктів, дванадцять раз займав позицію капітана. Його спортивна кар'єра закінчилась, коли під час матчу з Ірландією в січні 1924 він зламав ногу.
У 1919 році взяв участь у Міжсоюзницьких іграх.

## Після закінчення спортивної кар'єри
Після цього, він став арбітром та тренером. Під час Другої світової війни тричі був менеджером французької команди в закордонному турне, а в 1952-1962 - займав позицію президента Французької Федерації з регбі.
Окрім цього, був офіцером ордена Почесного легіону.